# إدواردو أنزاردا
إدواردو أنيبال أنزاردا ألفاريز (بالإسبانية: Eduardo Aníbal Anzarda Álvarez؛ 25 يناير 1950) هو مدرب كرة قدم أرجنتيني ولاعب كرة قدم سابق.

## النشأة
نشأ أنزاردا في باليرمو، الأرجنتين. لقد تم تسميته بـ«تشافو».

## المسيرة كلاعب
بدأ أنزاردا مسيرته مع نادي ريفر بلايت الأرجنتيني. في عام 1969 وقع مع نادي أونيون الأرجنتيني. في عام 1970، وقع لنادي ريفر الأرجنتيني. في عام 1971، وقع عقداً مع نادي ريال مدريد الإسباني. في عام 1973، وقع عقدًا مع نادي ريال بيتيس الإسباني. وفي عام 1980، وقع عقداً مع نادي بلاتينسي الأرجنتيني. في عام 1984، وقع مع نادي أول بويز الأرجنتيني.

## أسلوب اللعب
كان أنزاردا يلعب بشكل أساسي كمهاجم. وُصف بأنه «يُمثل الدهاء والأناقة أمام المرمى».

## المسيرة التدريبية
تمكن أنزاردا من تدريب الجانب الأرجنتيني هوراكان دي تريس أرويوس. ساعد النادي على تحقيق الصعود.

## الحياة الشخصية
أنزاردا هو ابن إدموندو أنزاردا، وله أخت أكبر منه.

## وصلات خارجية
- إدواردو أنزاردا على موقع قاعدة بيانات كرة القدم.إي يو (الإنجليزية)
- إدواردو أنزاردا على موقع قاعدة بيانات كرة القدم.إي يو (الإنجليزية)